# Àrea TEDAX-NRBQ

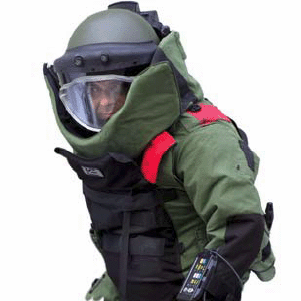
Agent TEDAX.

L'Àrea TEDAX-NRBQ (coneguda oficialment per Àrea de Desactivació d'Artefactes Explosius TEDAX-NRBQ) és l'organisme dels tècnics artificiers dels Mossos d'Esquadra que s'encarrega de neutralitzar bombes i artefactes de tota mena. L'Àrea TEDAX-NRBQ depèn de la Divisió de Suport Operatiu.
Aquest organisme es va crear el 1980-1981, i va rebre l'impuls definitiu a partir dels Jocs Olímpics del 1992. A banda de les amenaces habituals de bomba, bona part de la feina d'aquesta àrea policial consisteix a desactivar els artefactes explosius que encara es troben per tot Catalunya dels temps de la Guerra Civil.

## Funcions

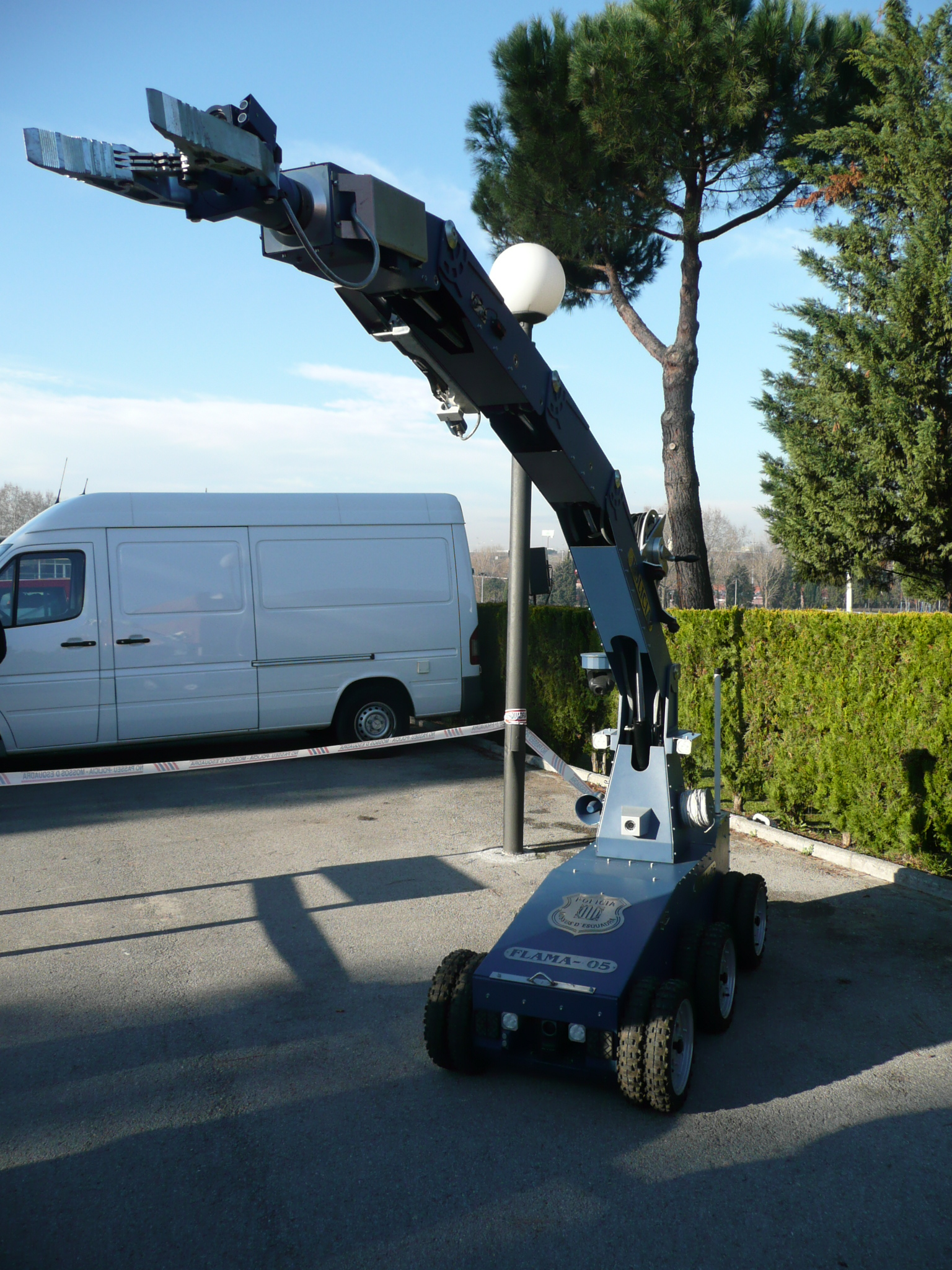
Robot model AUNAV amb un potent braç mecànic.

Segons l'article 182 del Decret 243/2007 les tasques que ha de desenvolupar aquesta àrea són concretament:
1. La desactivació o neutralització de qualsevol tipus d'artefacte explosiu o que suposi un risc per a la seguretat de tipus nuclear, biològic o químic (i radiològic, que el decret es va oblidar de detallar tot i que figura al nom de l'àrea).
2. L'anàlisi dels artefactes o de les seves restes i l'elaboració d'informes sobre les seves característiques, tècniques d'elaboració i qualsevol altre aspecte rellevant.
3. El suport a altres unitats policials que hagin d'utilitzar com a mètode de treball material explosiu.

Aquesta àrea acostuma a utilitzar material tècnic molt especialitzat com ara: aparells portàtils de radiografia, detectors de metalls, equips de visió nocturna, vestits i escuts de protecció, i aparells de contramesures electròniques. Compta amb sis robots per desactivar bombes i inspeccionar el terreny: un RMI 9, un RMI 10, quatre AUNAV amb un braç mecànic capaç d'arrossegar un vehicle i tot,.Aquí podeu consultar els robots de servei i altres dades.
Ben bé el 50% de la feina habitual d'aquesta àrea policial consisteix en la desactivació de les bombes de la Guerra Civil que periòdicament es troben a Catalunya encara avui en dia. Només l'any 2009 se'n van neutralitzar 1600. Han calculat que hauran de seguir amb aquesta tasca fins al 2030 o el 2040 per localitzar-les i neutralitzar-les totes.

## Estructura
Té la seu física al Complex Central Egara, tot i que també està repartit per tot Catalunya. El comandament directe de l'àrea està en mans d'un cap i d'un sotscap (subordinat a les ordres del primer). Exerceixen el comandament sobre les unitats territorials i les quatre unitats centrals:
- Unitat Tècnica: Elabora peritatge i informes tècnics. És especialista en inhibidors i electrònica.
- Unitat Material: Repara el material de l'Àrea. Especialistes en desactivació de bombes.
- Unitat de Formació: Forma els especialistes TEDAX i elabora el temari.
- Unitat d'NRBQ: Especialistes en sistemes nuclears, radiològics, bacteriològics i químics.

L'àrea té una cinquantena d'agents, catorze caporals i tres sergents. Estan distribuïts entre els serveis centrals del Complex Central i grups a Lleida, Salou i Girona per oferir una resposta ràpida a les incidències.

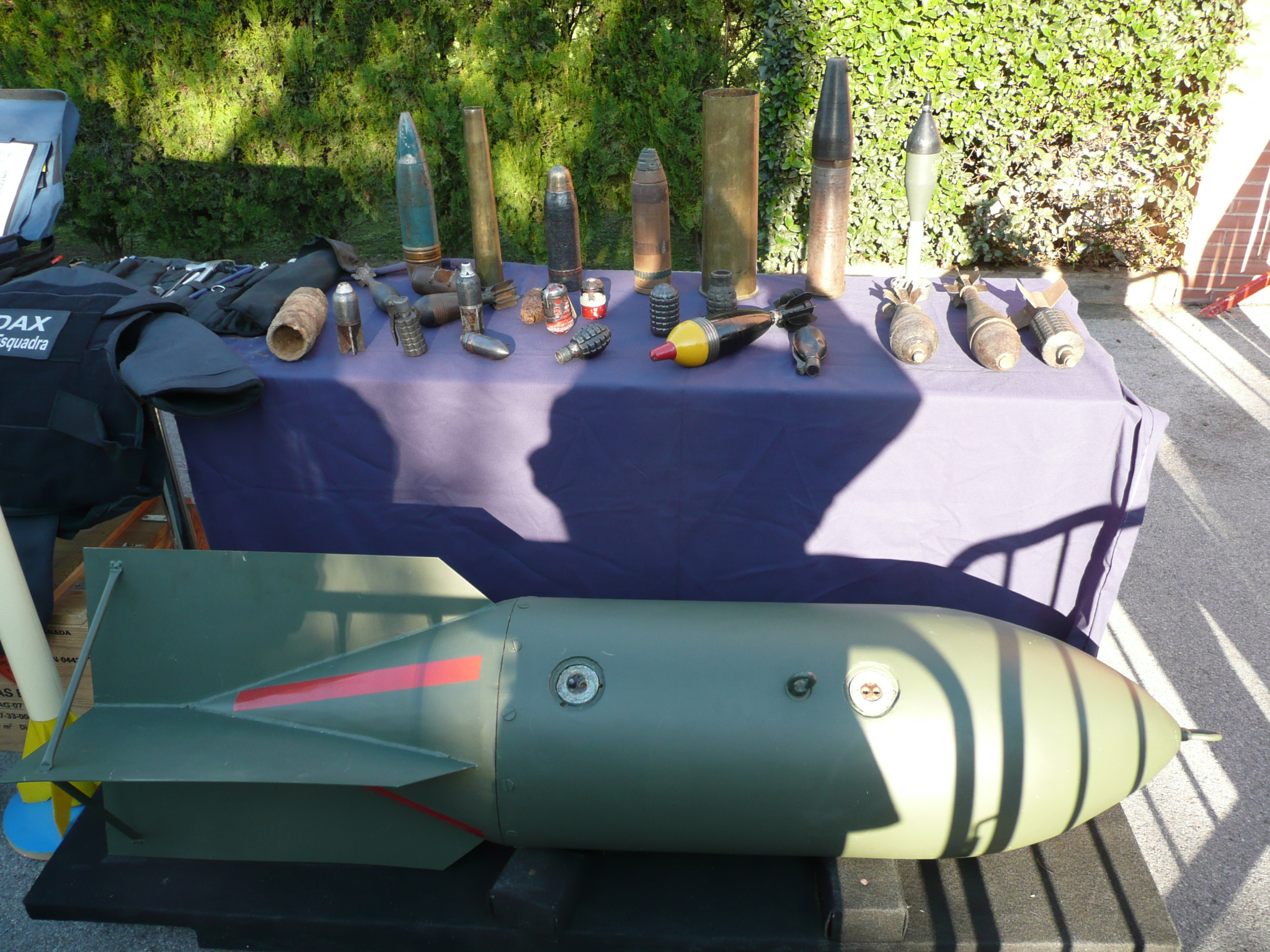
Una mostra de les bombes desactivades de la guerra
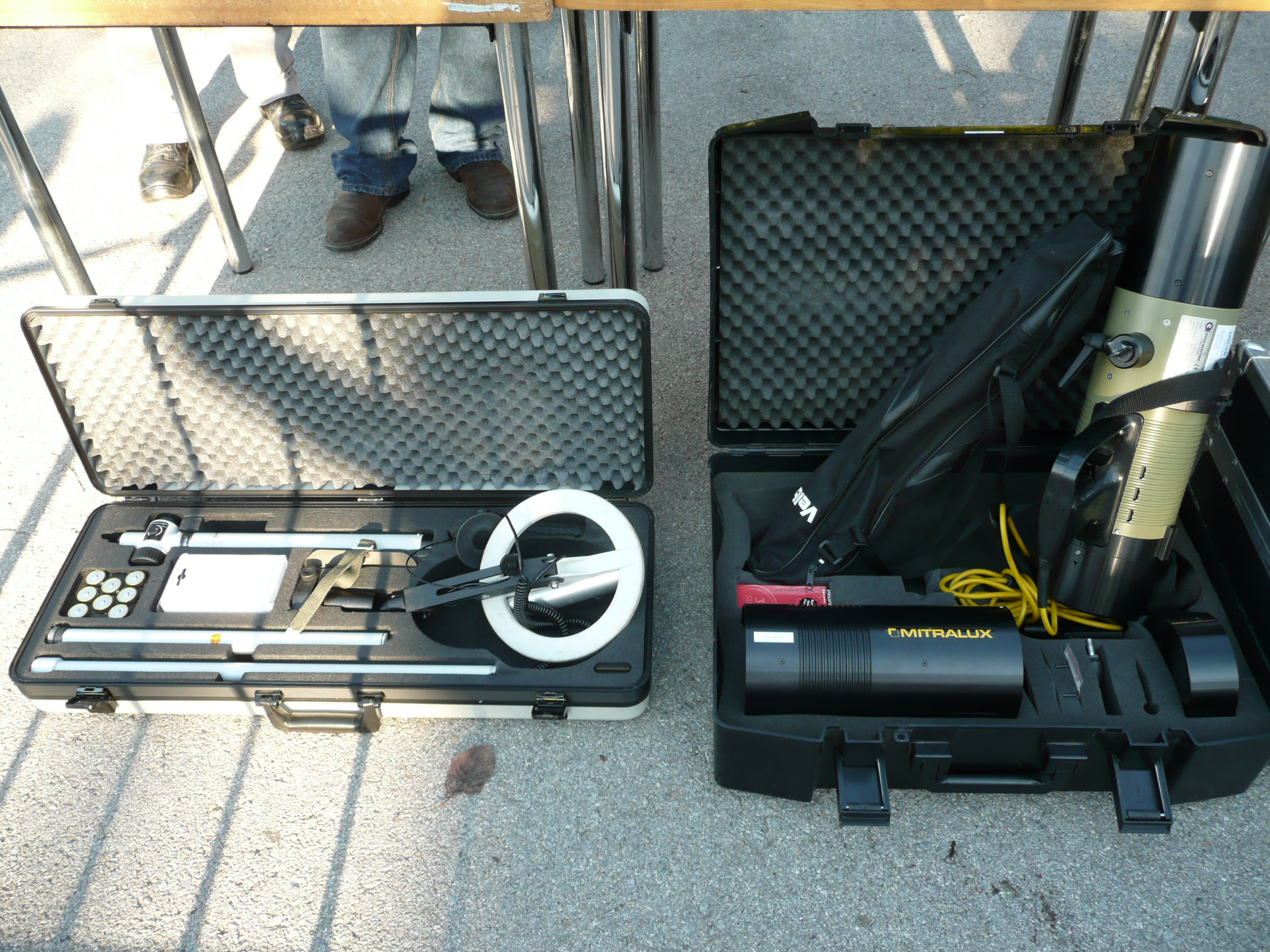
Un detector de metalls i un canó de llum
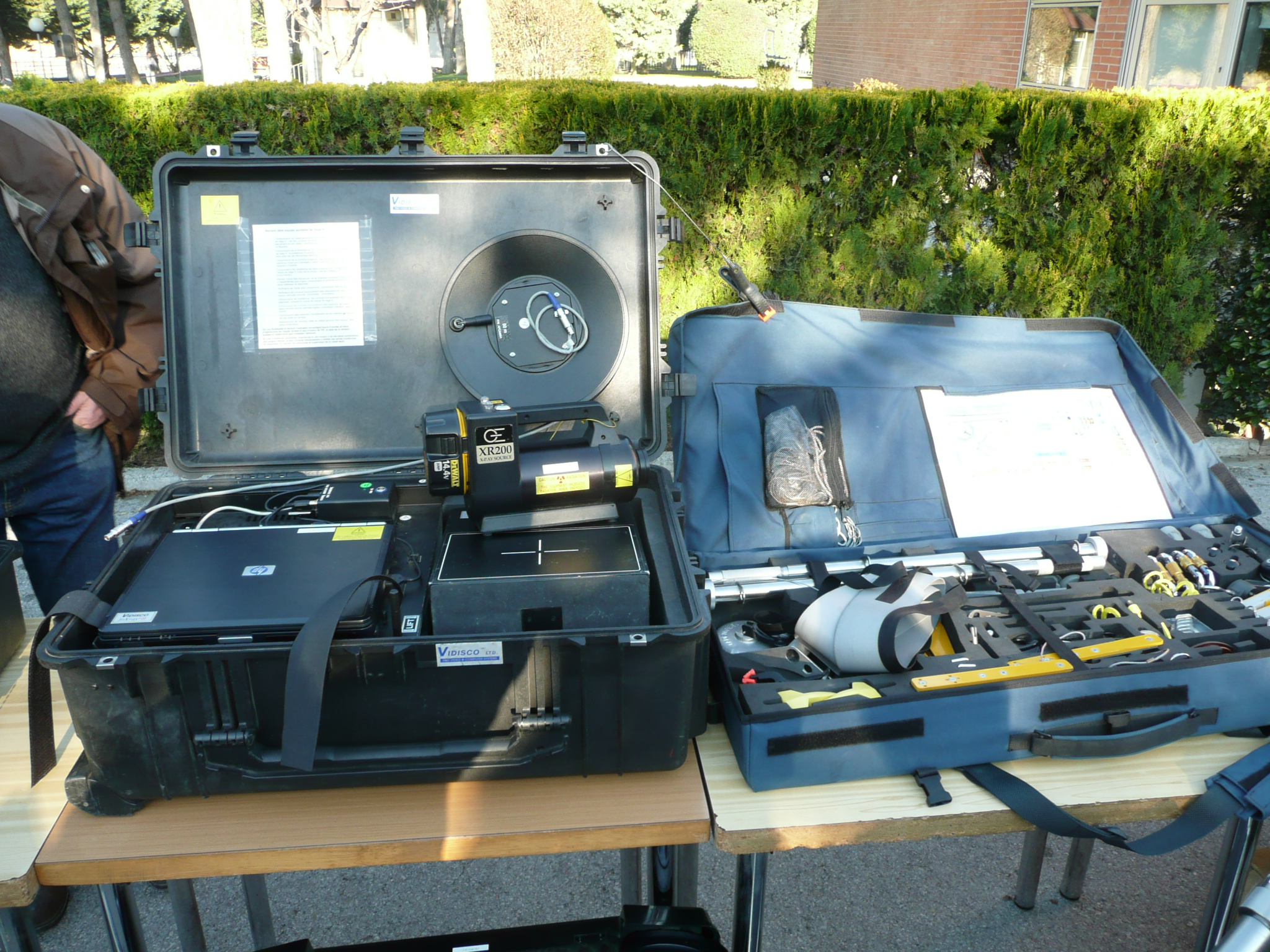
Un emissor de raig X per veure-hi a través de les parets o l'interior dels paquets